# Bjørn Ochsner
Bjørn Ochsner (født 4. april 1910 på Frederiksberg, død 24. marts 1989) var en dansk bibliotekar og fotohistoriker.
Han var søn af civilingeniør Hjalmar Ochsner og hustru Ellen f. Bergstrøm, tog realeksamen 1925 og var i købmandslære hos V. Bøttern & Co. i Kerteminde 1925-28. Han tog dernæst højere handelseksamen fra Niels Brock 1930 og blev student samme år. Efter studierejser og -ophold i udlandet, bl.a. i Berlin 1931-33, blev han mag.art. i filosofi 1939 og arbejdede på Statens Museum for Kunst 1941-44. I 1945 fik han stillingen som leder af Det Kongelige Biblioteks Kort- og Billedafdeling i 1945, hvor han arbejdede frem til sin pensionering i 1980.
Hans aktive indsamling af fotografier og henvendelser offentligheden har været medvirkende til redde et væld af ældre og gamle fotografier fra at blive kasseret. Desuden var Ochsner med til at højne interessen for og anerkendelsen af fotografi som kunstart. Ochsners pionerindsats har gjort, at Det Kgl. Biblioteks billedsamling i dag er fundamentet for Det Nationale Fotomuseum.
Ochsner var en flittig forsker, som både foretog den første grundige registrering af ældre danske fotografer, og som samtidig skrev om kunstfotografi mm.
Han var medlem af bestyrelsen for Bibliotekarsammenslutningen for de videnskabelige og faglige Biblioteker 1954-60, formand 1955-60, medlem af Danmarks Biblioteksforenings hovedbestyrelse og af bestyrelsen for Nordisk videnskabeligt Bibliotekarforbund 1955-60, medlem af Fællesrepræsentationen for den samlede danske bibliotekarstand 1955-62 og medlem af Selskabet for dansk Kulturhistorie fra 1957. Han var desuden censor ved en lang række uddannelser. Dansk Fotohistorisk Selskab udnævnte 23. april 1988 Ochsner til æresmedlem.

## Udgivelser
- "H.C. Andersen-fotografier fra Frijsenborg", Fund og Forskning, bind 2 (1955). Online-udgave Arkiveret 28. januar 2021 hos  Wayback Machine
- (red. sammen med Aage Marcus) Livsanskuelse gennem Tiderne, 10 bind, København: Gyldendal 1955-1958.
- Fotografier af H.C. Andersen, Odense: H.C. Andersens Hus 1957.
- Fotografer i og fra Danmark indtil år 1900, 1. udgave 1956, 2. udgave 1969.
- Fotografiet i Danmark 1840-1940. En kulturhistorisk billedbog, Forening for Boghaandværk og Forum 1974. ISBN 87-553-0337-4
- Fotografer i og fra Danmark til og med år 1920, Bibliotekscentralen 1986. ISBN 87-552-1216-6
- "Ægte og uægte fotografi", i: red. ib Røhne Kejlbo, Fotografier, Charlottenborg : 24. april-1. juni l986: Et udvalg af Det kongelige Biblioteks samling, Charlottenborg 1986. ISBN 87-88944-02-6
- Fotografi på tryk: Essays og artikler, Det Nationale Fotomuseum, Det Kongelige Bibliotek, 1999. ISBN 87-7023-087-0